# Municipio de Franklin (condado de Newton)
El municipio de Franklin (en inglés: Franklin Township) es un municipio ubicado en el condado de Newton en el estado estadounidense de Misuri. En el año 2010 tenía una población de 1795 habitantes y una densidad poblacional de 12,32 personas por km².

## Geografía
El municipio de Franklin se encuentra ubicado en las coordenadas 36°48′6″N 94°7′27″O / 36.80167, -94.12417. Según la Oficina del Censo de los Estados Unidos, el municipio tiene una superficie total de 145.67 km², de la cual 145.53 km² corresponden a tierra firme y (0.1%) 0.14 km² es agua.

## Demografía
Según el censo de 2010, había 1795 personas residiendo en el municipio de Franklin. La densidad de población era de 12,32 hab./km². De los 1795 habitantes, el municipio de Franklin estaba compuesto por el 86.96% blancos, el 0.22% eran afroamericanos, el 2.56% eran amerindios, el 6.35% eran asiáticos, el 0.06% eran isleños del Pacífico, el 1.89% eran de otras razas y el 1.95% pertenecían a dos o más razas. Del total de la población el 3.01% eran hispanos o latinos de cualquier raza.